# Adlecte
Adlecte o Al·lecte (en llatí Adlectus, plural Adlecti) és el nom que es donava a l'antiga Roma als que cobrien les vacants d'algun ofici o col·legi, com el col·legi de pontífexs o d'àugurs, a les magistratures i especialment al senat romà. Com que generalment eren equites, Sext Pompeu Fest defineix els adlectes com els equites que s'afegien al senat per cobrir vacants, i diu que es feien distincions entre els patres conscripti i els adlecti des de l'any 509 aC.
Durant l'Imperi Romà es va donar aquest nom a les persones que eren admeses a un lloc entre els senadors que havien ocupat càrrecs de pretor, qüestor, edil o altres oficis públics segons el determini de l'emperador. S'anomenaven adlecti inter consulares, praetorios, tribunicios o quaestorios. La forma completa del títol, en ús fins i tot en temps de Claudi, era adlectus in senatum et inter tribunicios relatus.
Adlecte era també el nom que s'aplicava als que eren admesos per decret del consell d'un municipi o colònia a un seient d'aquest consell, i de vegades aquesta admissió comportava càrregues pecuniàries.